# قیوراق
قیوراق (به لاتین: Qıvraq) مرکز بخش کنگرلی جمهوری خود مختار نخجوان است.